# Giraudia danielaferreroae
Giraudia danielaferreroae är en insektsart som beskrevs av Goux 1989. Giraudia danielaferreroae ingår i släktet Giraudia och familjen ullsköldlöss.
Artens utbredningsområde är Frankrike. Inga underarter finns listade i Catalogue of Life.